# Méracq
Méracq är en kommun i departementet Pyrénées-Atlantiques i regionen Nouvelle-Aquitaine i sydvästra Frankrike. Kommunen ligger i kantonen Arzacq-Arraziguet som tillhör arrondissementet Pau. År 2022 hade Méracq 234 invånare.

## Befolkningsutveckling
Antalet invånare i kommunen Méracq
| Referens: INSEE |